# Иглокожие
Иглоко́жие (лат. Echinodermata) — тип исключительно морских донных животных, большей частью свободноживущих, реже сидячих, встречающихся на любых глубинах Мирового океана. Насчитывается около 7000 современных видов (в России — 400).
Наряду с хордовыми и полухордовыми, иглокожие относятся к ветви вторичноротых животных (Deuterostomia). Современными представителями типа являются морские звёзды, морские ежи, офиуры (змеехвостки), голотурии (морские огурцы) и морские лилии. Некоторые представители, например голотурии, используются в пищу. В состав этого типа входят также приблизительно 13 000 вымерших видов, которые процветали в морях, начиная с раннего кембрия.

## Строение и физиология
Для взрослых иглокожих характерна радиальная и обычно пятилучевая симметрия тела, в то время, как их личинки — билатерально-симметричные. Таким образом, иглокожие обладают вторично-приобретённой радиальной симметрией тела.
Все иглокожие проходят пятилучевую стадию развития, даже если в итоге вновь приобретают двустороннюю симметрию (морские огурцы, неправильные морские ежи). Многие морские лилии и некоторые морские звёзды обладают большим количеством рук, обычно кратным пяти. У некоторых офиур (Gorgonocephalus) руки ветвятся, образуя сложную древовидную структуру.
У взрослого иглокожего различают оральную сторону, на которой находится рот, и противоположную аборальную сторону, на которой обычно располагается анальное отверстие. Оральная сторона активно передвигающихся морских звёзд, офиур и морских ежей обращена к субстрату, по которому животное ползёт. Тело морских огурцов вытянуто в орально-аборальном направлении: на одном его конце располагается рот, а на другом — анальное отверстие. Многие стебельчатые морские лилии ведут сидячий образ жизни, прикрепляясь к субстрату стебельком, который отходит от аборальной стороны чашечки.
На оральной стороне лучей (рук) обычно расположены амбулакральные ножки, с помощью которых морские звёзды и морские ежи передвигаются. Плоскости симметрии иглокожих, в которых расположены ряды амбулакральных ножек, называются радиусами. Между радиусами располагаются интеррадиусы. Внешнюю радиальную симметрию животного нарушает мадрепоровая пластинка, располагающаяся на одном из интеррадиусов.
Размеры иглокожих варьируют от нескольких миллиметров до 2-3 метров (крупные голотурии), а у некоторых вымерших видов — даже до 20 м (стебельчатые морские лилии с длинными стебельками). Тело морских звёзд и офиур имеет пятиугольную или звездчатую форму, морских ежей — шарообразную, сердцевидную (сердцевидный морской ёж Echinocardium cordatum) или дисковидную (плоские морские ежи) форму, у голотурий тело бочонковидное или червеобразное, а у морских лилий напоминает цветок.

### Общая характеристика иглокожих
У большинства иглокожих под кожей развивается скелет из известковых пластинок с шипами. Симметрия у них радиальная, как правило, 5-лучевая. Ротовое отверстие — в центре тела, анальное — на противоположной стороне. Самая характерная особенность иглокожих — водно-сосудистая система. Нервная система примитивна, состоит из залегающих под кожей нервных тяжей, дающих ответвления в лучи, на верхней и нижней стороне тела. Иглокожие раздельнополы, оплодотворение наружное. Не выносят опреснения воды (в Балтийском море их 3 вида, в Чёрном — восемь, в более солёных морях изобилуют).
Морские лилии — самые древние из современных иглокожих. Похожи на изящные цветы. Их тело состоит из чашечки, от которой отходят пять развевающихся щупалец. Под кожей имеется известковый скелет, он легко ломается, но легко и восстанавливается.
Морские звёзды так названы по внешнему сходству со звездой. Ползают, подтягиваясь присосавшимися ножками, на ротовой стороне тела. Звёзды — хищники, питающиеся в основном моллюсками. Если добыча крупнее рта, звезда выворачивает наружу желудок, обволакивает им жертву и переваривает. Морские звёзды редко поедаются другими животными из-за жёсткого, похожего на кольчугу скелета и острых шипов. Некоторые сильно ядовиты. Наносят большой вред поселениям устриц и других съедобных моллюсков.
Морские ежи имеют шарообразное или яйцевидное тело. Они всеядны, в основном питаются растительностью. Водоросли они соскребают с камней на дне пятью зубами сложного жевательного аппарата, получившего название аристотелев фонарь (с фонарём его сравнил Аристотель). Во многих странах добывают икру морских ежей, её считают целебной.
Голотурии — «морские огурцы», лежат на боку, ползают ртом вперёд. Вокруг рта венец из 8-30 щупалец. Особенность голотурий — кювьеровы органы (в честь натуралиста Кювье) — железы, выбрасывающие липкие выделения, которые находятся в заднем отделе кишечника. Потревоженная голотурия, сокращаясь в огурцевидную форму, с силой выбрасывает их, отпугивая хищника. При этом порой выбрасываются и половые железы, и часть кишечника. Всё отброшенное быстро восстанавливается. Голотурии встречаются во всех полносолёных морях, вплоть до самых больших глубин.
Крупные морские ежи могут жить до 35 лет, морские звёзды — более 14 лет, офиуры — до 5 лет.
В настоящее время существует около 6000 видов иглокожих, которые играют существенную роль в круговороте веществ в морях и океанах, в изменении их солевого состава и в цепях питания гидробионтов. Иглокожие-грунтоеды используют в пищу мелких животных, живущих в донных отложениях, морские ежи поедают водоросли, хищные морские звёзды питаются рыбой, моллюсками, морскими ежами, коралловыми полипами и т. д. В свою очередь, иглокожие входят в кормовую базу некоторых рыб (например, пёстрой зубатки, трески и др.), а в тропических морях — скатов. Видное место среди врагов иглокожих занимают лангусты, которые особенно охотно едят офиур и морских лилий, но они также нападают и на других иглокожих — морских ежей, морских звёзд и голотурий.

На иглокожих поселяются различные паразиты: на морских лилиях — кольчецы мизостомиды, в голотурий проникают моллюски, а в тело офиур — некоторые ракообразные. Кроме антагонистических отношений, у иглокожих существуют и другие взаимоотношения — типа комменсализма. В качестве комменсалов на иглокожих поселяются различные простейшие, гидроиды, ракообразные, моллюски, реже — рыбы. Например, в клоакальной полости голотурий и внутри морских звёзд живёт рыбка фиерасфер, которая питается мелкими животными, попадающими в тело этих иглокожих вместе с водой. Под диском морских звёзд находят себе приют креветки, а среди игл морского ежа-диадемы ютятся маленькие рыбки анчоусы и некоторые раки.

Разнообразие иглокожих
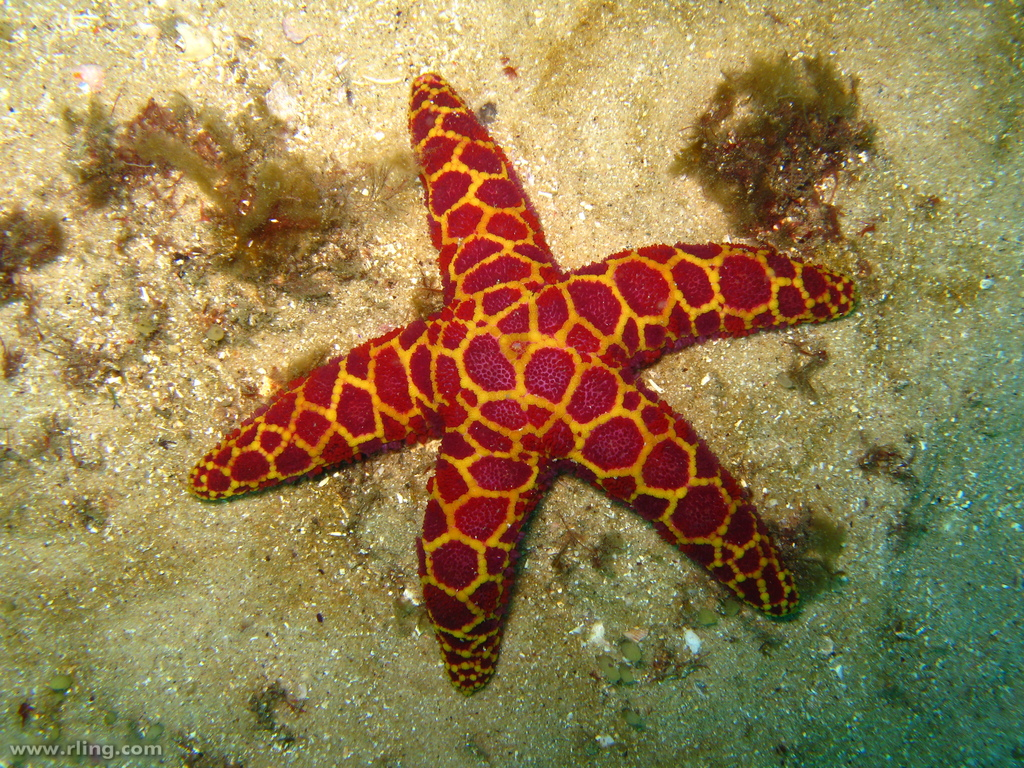
Морская звезда Plectaster decanus
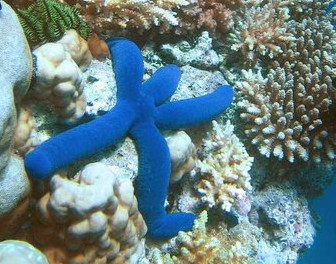
Морская звезда Linckia sp.
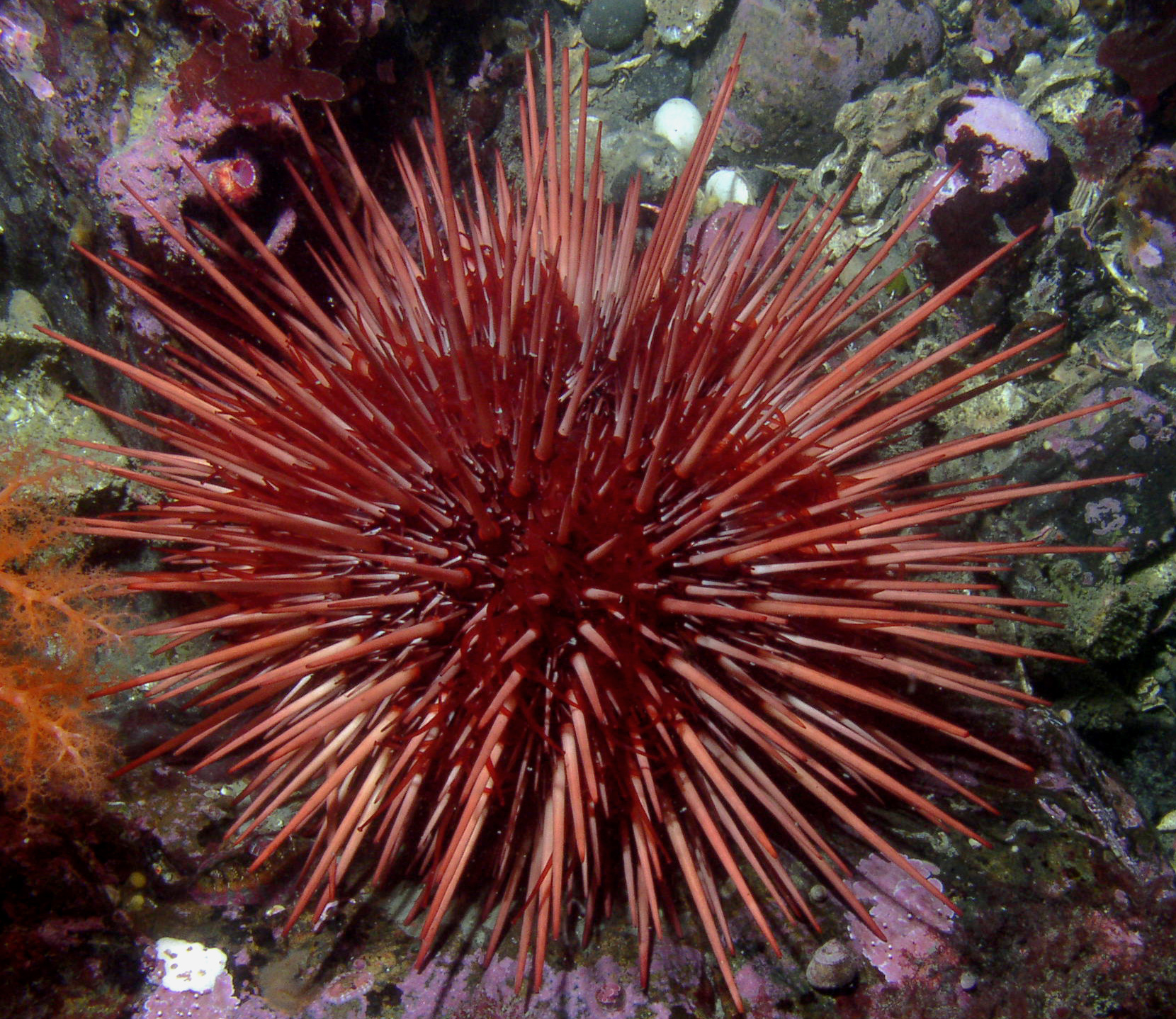
Морской ёж Strongylocentrotus franciscanus
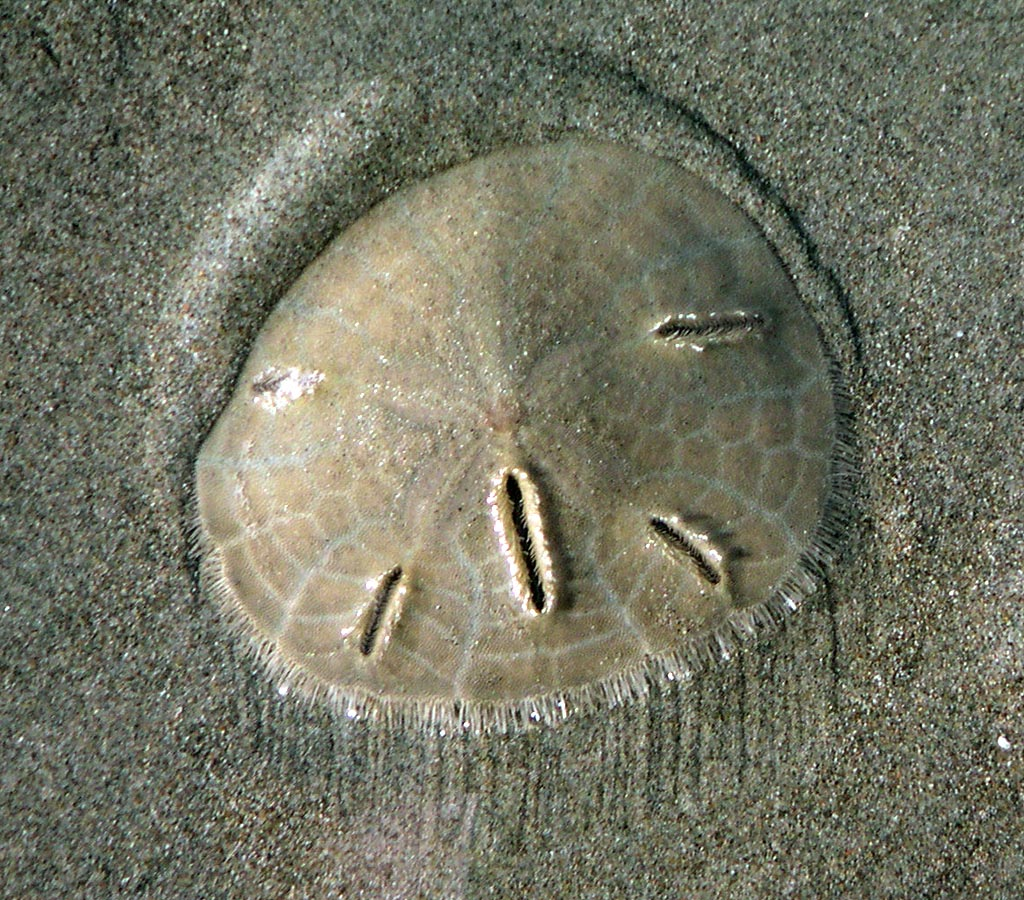
Морской ёж Lanthonia longifissa
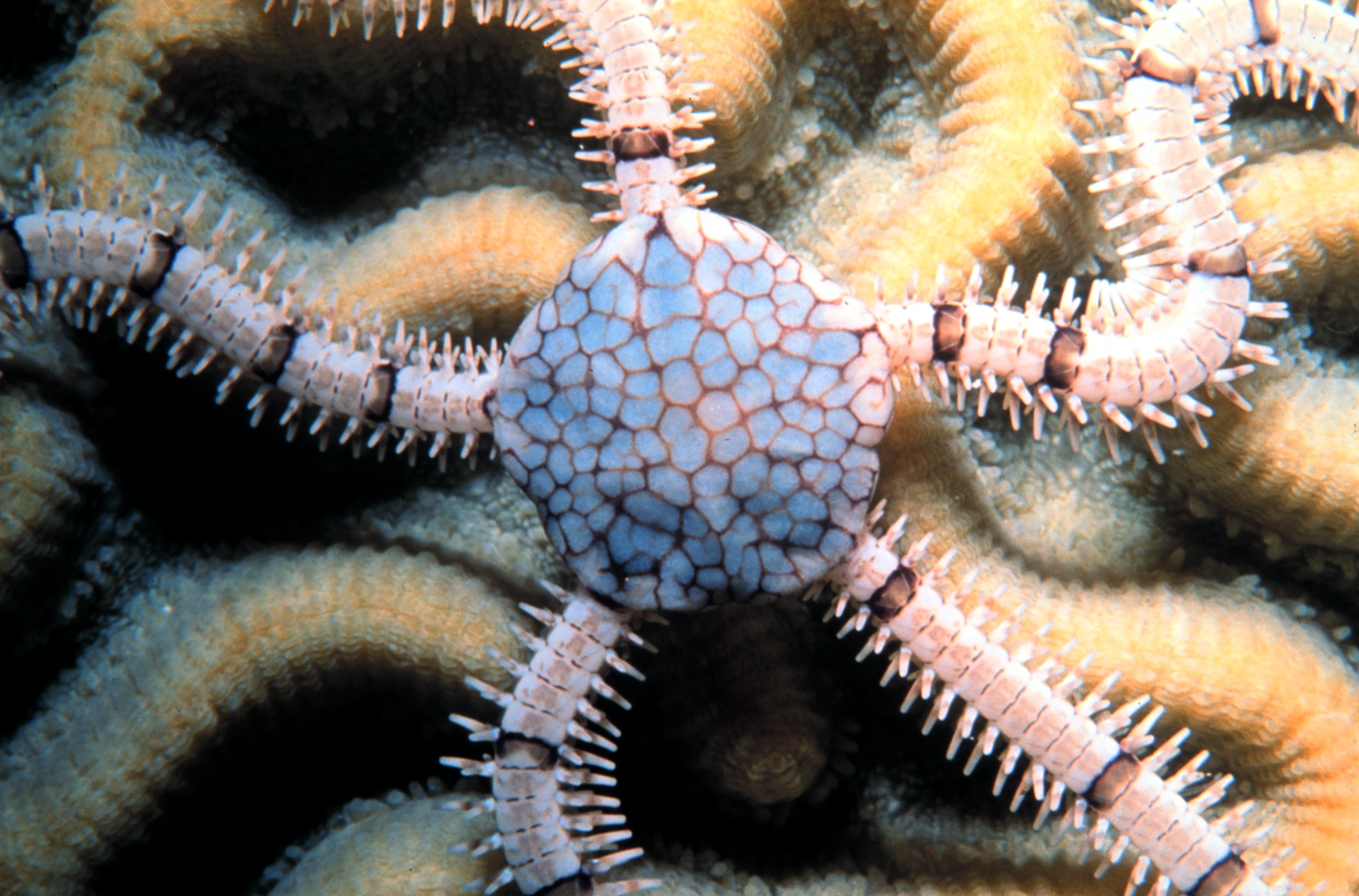
Офиура Ophionereis reticulata
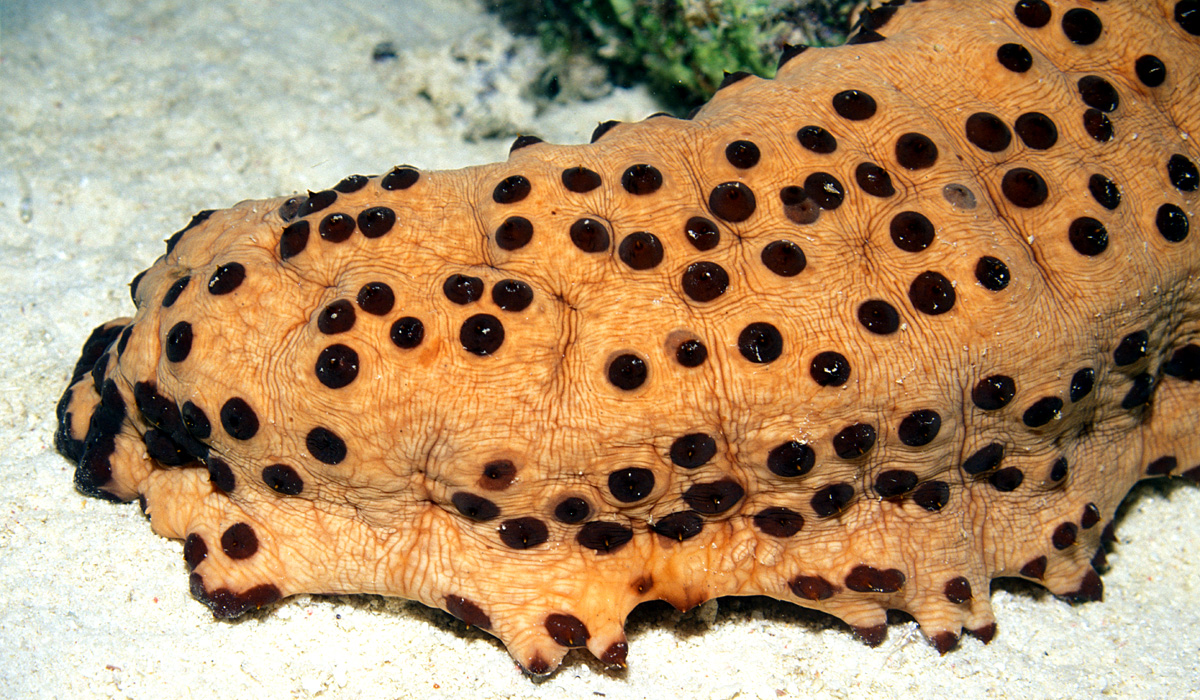
Голотурия Isostichopus badionotus
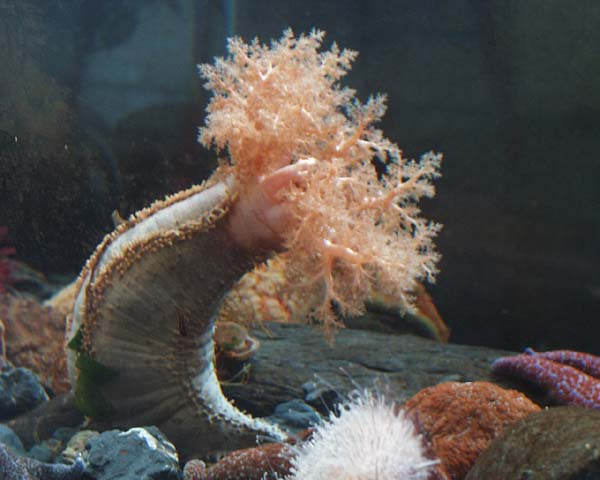
Голотурия Cucumaria miniata
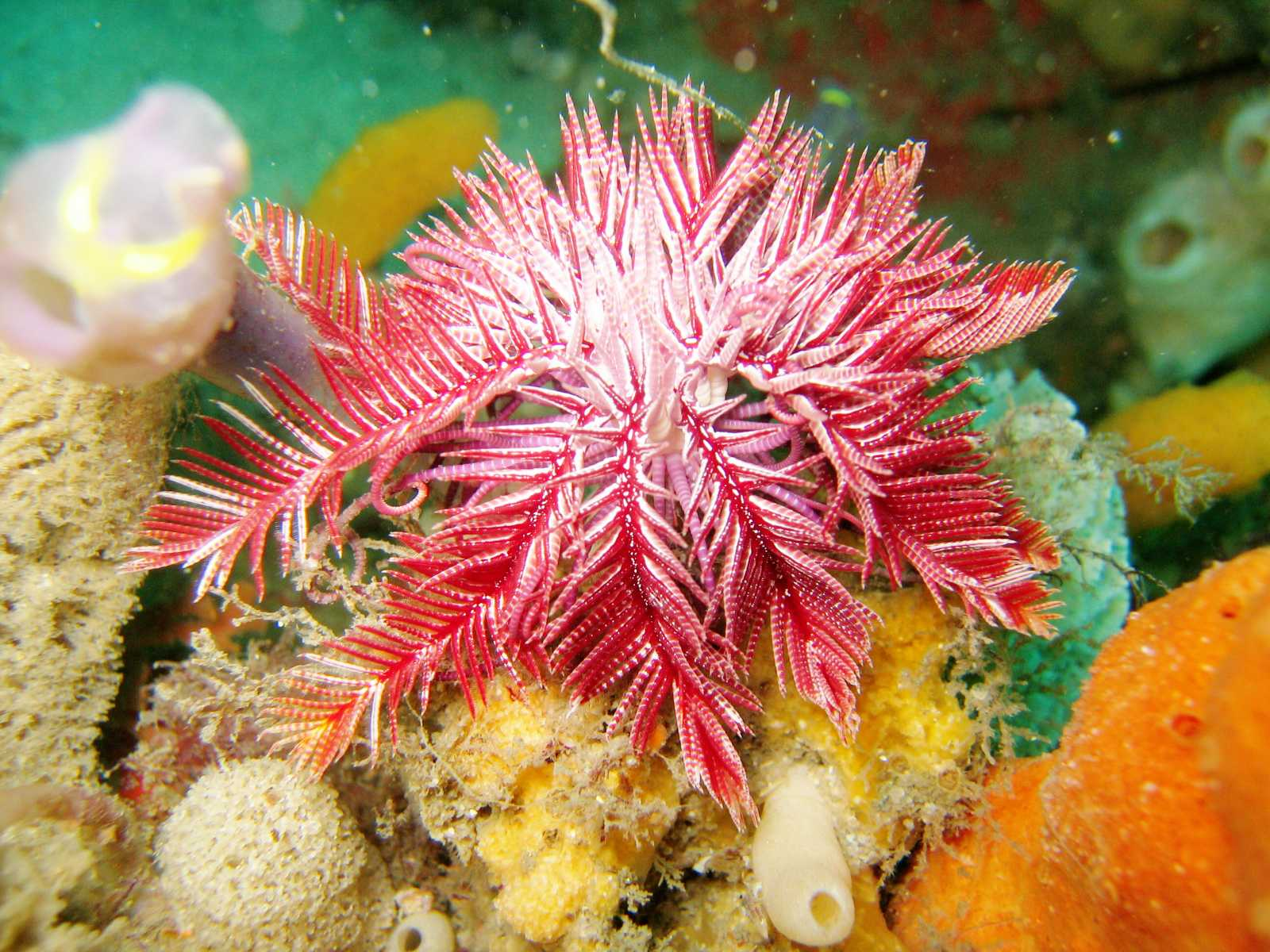
Морская лилия Ptilometra australis

### Покровы и скелет

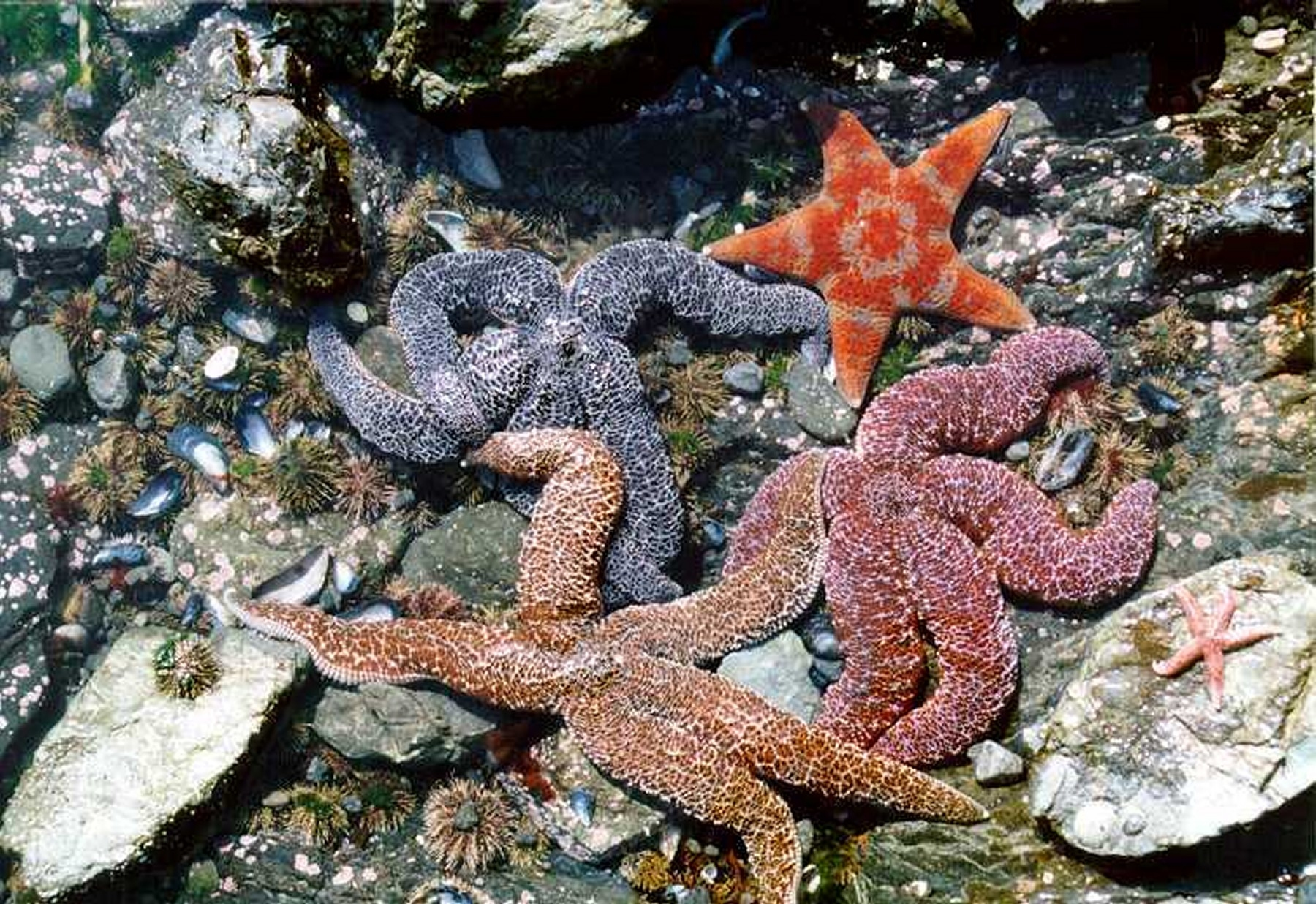
Разнообразие окраски иглокожих

В подкожном слое иглокожих развивается биоминеральный эндоскелет, который состоит из известковых пластинок и часто образует разнообразные наружные придатки: иглы, шипы и педицеллярии. У многих морских ежей эти придатки развиваются особенно сильно. Иглы выполняют защитную функцию. Часто они бывают подвижными. Некоторые морские ежи направляют иглы в сторону приближающейся опасности. Педицеллярии — это иглы, видоизменённые в хватательные щипчики. С их помощью животное чистится и избавляется от паразитов. У морских ежей скелет принимает участие в формировании особого жевательного органа — аристотелева фонаря. У офиур скелет особенно развит в лучах, где он образует ряд массивных известковых члеников — позвонков. У голотурий скелет редуцирован.
Иглокожие, в отличие от всех других животных, могут обратимо менять жёсткость своих покровов и соединительной ткани. Они обладают соединительной тканью, способной изменять свою жёсткость, — так называемой мутабельной соединительной тканью. Крайние значения жёсткости различаются: когда морская звезда изгибается дугой над жертвой (например, моллюском), она придаёт жёсткость своей соединительной ткани и её лучи становятся опорой для амбулакральных ножек, которые прикрепляются к створкам моллюска. После принятия пищи соединительная ткань размягчается, становится эластичной, морская звезда распрямляется. Морские ежи, изменяя жёсткость соединительной ткани, могут фиксировать положение игл, которые используются для отражения хищников или для заякоривания в расщелинах скал. В стрессовых условиях офиуры и голотурии спонтанно отторгают (аутотомируют) лучи или выбрасывают внутренние органы с помощью местного размягчения соединительной ткани. В крайних случаях, когда некоторые голотурии извлекаются из воды на воздух, их тело полностью размягчается, растекается, и животное погибает. Хотя покровы иглокожих содержат мышцы, нервы и другие типы клеток, жёсткость меняет именно внеклеточный матрикс соединительной ткани. В этом матриксе имеются окончания нервных клеток, причём, вероятно, существует два типа нервов: действие одних делает матрикс жёстким, действие других размягчает его. На жёсткость матрикса влияет изменение концентрации Ca2+ и других катионов. В целом увеличение концентрации Ca2+ придаёт матриксу жёсткость, а уменьшение — размягчает его. Ca2+ может участвовать в образовании мостиков между макромолекулами в матриксе.
В состав эпидермиса иглокожих входят механорецепторные клетки, обеспечивающие осязание, пигментные клетки, обуславливающие окраску животного, и железистые клетки, выделяющие слизь или токсины.

### Пищеварительная система

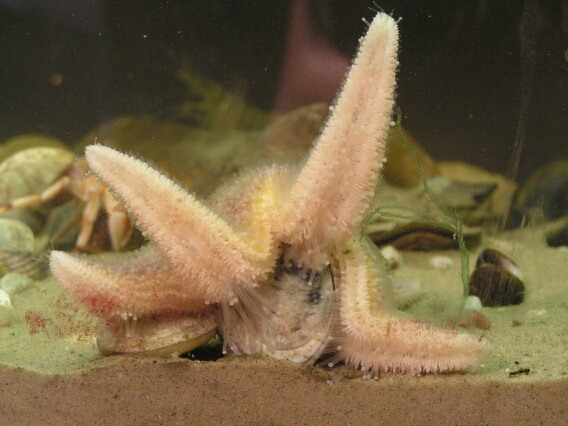
Морская звезда может раскрыть раковину двустворчатого моллюска и переварить его прямо в ней

Рот иглокожих расположен на оральной стороне тела. Анальное отверстие чаще всего находится на аборальной стороне, но у морских лилий и неправильных морских ежей он располагается на оральной стороне тела. У офиур ануса нет.
Чаще всего пищеварительная трубка представлена длинной кишкой. У морских звёзд формируется объёмный желудок, способный выворачиваться наизнанку через рот. Звезда обволакивает желудком добычу, которую не может проглотить, и таким образом осуществляет наружное пищеварение. Пищеварительные железы представлены печёночными выростами и ректальными железами.

### Выделительная система
У некоторых иглокожих есть орган (функционально интегрированное сердце, осевой канал и осевой кровяной сосуд), который гомологичен рено-перикарду («сердцу-почке») полухордовых, но его роль в выделении сомнительна. Другие иглокожие не имеют такого органа, и все иглокожие обладают экскрецией на клеточном уровне.

### Полость тела
Одной из наиболее оригинальных черт строения иглокожих следует считать сложную дифференциацию целома на ряд систем: полость тела, амбулакральную (воднососудистую) и перигемальную системы.
Внутренние органы иглокожих лежат в обширной полости тела. Стенка полости тела состоит из перитонеального эпителия — одного слоя плоских клеток, окружающего все внутренности. Некоторые органы лежат в карманах полости тела и как бы подвешены на особых складках — мезентериях. В коже иглокожих есть выросты, в которые заходит полость тела — кожные жабры, выполняющие дыхательную функцию. Их стенка очень тонкая, поэтому через неё легко происходит газообмен. У голотурий формируются особые органы дыхания — водные лёгкие.
Полость тела заполнена целомической жидкостью, содержащей многочисленные амёбоидные клетки. Эти клетки поглощают продукты жизнедеятельности и чужеродные тела и выходят из тела через покровы. Таким образом, они выполняют выделительную и иммунную функции.

### Амбулакральная система

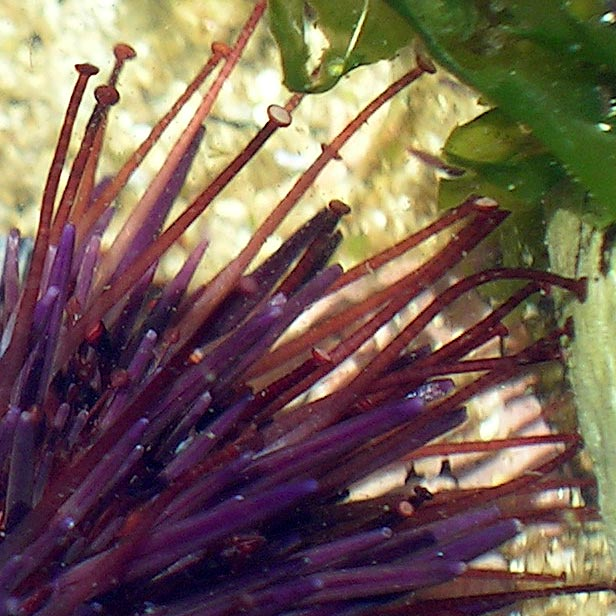
С помощью амбулакральных ножек морской ёж передвигается

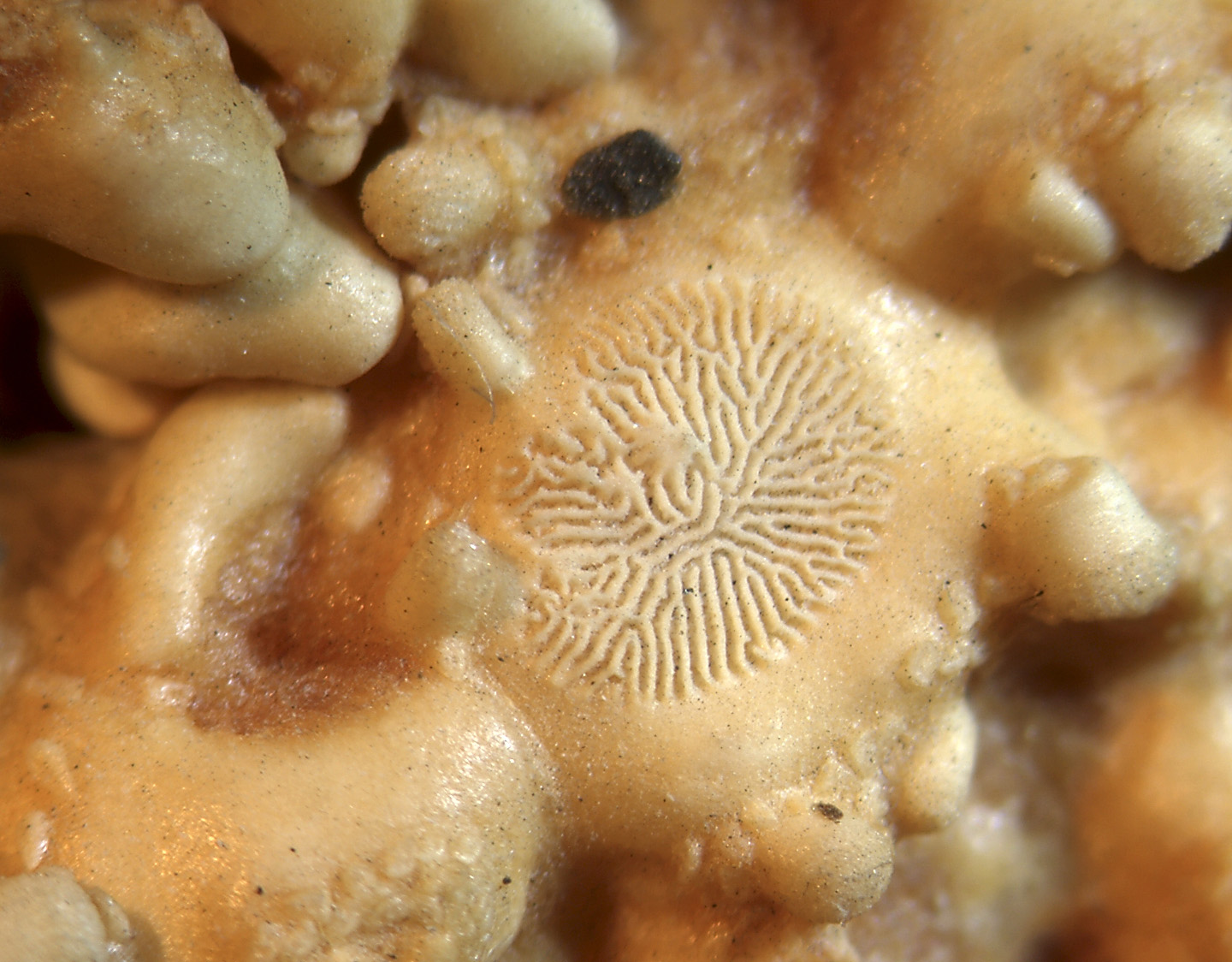
Мадрепоровая пластинка

Амбулакральная система уникальна для иглокожих. Это сообщающаяся с окружающей средой через каменистый канал и мадрепоровую пластинку сеть каналов, заполненная жидкостью, по составу близкой к морской воде. От радиальных амбулакральных каналов отходит множество амбулакральных ножек, у основания которых находятся ампулы — мышечные пузырьки, при сокращении которых ножка удлиняется. На конце ножки находится присоска. Амбулакральная система участвует в дыхании, передвижении и добывании пищи. Так, с помощью совместной работы множества амбулакральных ножек морская звезда может раскрыть раковину двустворчатого моллюска.

### Перигемальная и кровеносная системы
Перигемальная система — это совокупность каналов и полостей (синусов), окружающих кровеносную систему животного. Кровеносная система слабо развита и представляет собой систему полостей в соединительной ткани (лакун), не имеющих эндотелиальной выстилки.
В каждом луче находятся два радиальных перигемальных канала, в перегородке между которыми располагается радиальный кровеносный сосуд. Радиальные сосуды впадают в оральное кровеносное кольцо, лежащее в перегородке между двумя кольцевыми перигемальными каналами. Половой синус окружает аборальное кровеносное кольцо и половой столон. Два кровеносных кольца связаны осевым органом, окружённым левым и правым осевыми синусами.

### Осевой комплекс
В одном из интеррадиусов иглокожих расположен осевой комплекс органов. В его состав входят органы из разных систем:
- Каменистый канал, соединяющий кольцевой амбулакральный канал с мадрепоровой пластинкой;
- Осевой орган, внутри которого располагается сеть кровеносных сосудов;
- Левый осевой синус — часть целома, соединяющая внутренний кольцевой перигемальный канал с правым осевым синусом;
- Правый осевой синус, способный ритмически сокращаться и этим содействовать движению крови в сосудах, то есть выполняющий функции сердца;
- Половой синус — участок целома, содержащий половой тяж, который состоит из незрелых половых клеток.

### Нервная система
Нервная система иглокожих примитивная, состоит из трёх отдельных частей, построенных по радиальному плану: нервное кольцо и радиальные нервные тяжи. В оральной стенке тела лежат две нервные системы — чувствительная и двигательная. В аборальной стенке тела — только двигательная. Органы чувств иглокожих достаточно разнообразны, но примитивны по строению. Они диффузно распределены по телу в виде различных чувствительных клеток (функции осязания, химического чувства, зрения). Светочувствительные клетки могут быть собраны в глазках. У морских звёзд глазки расположены на концах лучей, а у морских ежей — вокруг анального отверстия.

## Размножение и развитие

### Половое размножение

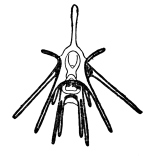
Плутеус — личинка морского ежа

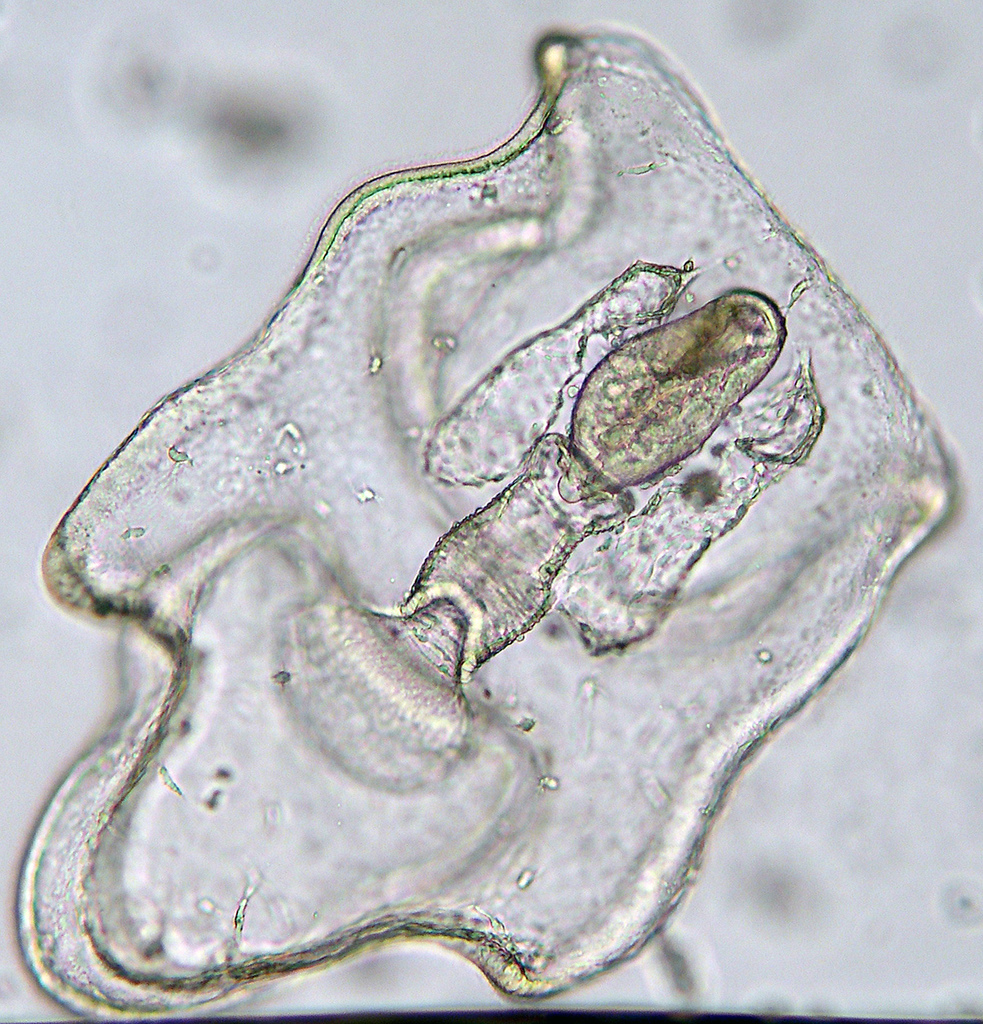
Бипиннария — личинка морской звезды

Большинство иглокожих — раздельнополые животные, образуют много мелких, бедных желтком яиц и вымётывают их в воду. Оплодотворение у иглокожих наружное. Развитие зародыша происходит в воде, в составе меропланктона. Оплодотворённая яйцеклетка (зигота) начинает дробиться и через некоторое время образует бластулу. Дробление полное, радиального типа.
Обычно иглокожие вылупляются из яйца на стадии бластулы. Такая бластулообразная личинка представляет собой пузырь, стенка которого состоит из одного эпителизированного слоя жгутиконосных клеток (бластомеров), а полость которого (бластоцель) заполнена студенистой жидкостью. Бластула способна передвигаться с помощью жгутиков. Часто на анимальном полюсе личинки жгутики более длинные и выполняют сенсорную функцию (апикальный орган).
Через некоторое время на вегетативном полюсе происходит выселение (иммиграция) некоторых клеток в бластоцель. Клетки первичной мезенхимы, участвующие в образовании личиночного скелета. После этого происходит впячивание (инвагинация) вегетативной стенки в бластоцель, в результате чего формируется замкнутая первичная кишка (архентерон). Одновременно с этим из вершины архентерона в бластоцель выселяются клетки вторичной мезенхимы, которые обладают амёбоидной подвижностью и способствуют инвагинации, а в дальнейшем — обособлению целомов, образованию рта и личиночных рук.
Затем происходит обособление целомической мезодермы, входящей в состав архентерона, путём образования выпячивания стенки, которое отшнуровывается в форме целомического мешка, то есть энтероцельным способом. В дальнейшем целом делится сначала на правый и левый, а потом — на три пары целомов: правые и левые аксоцели (передние), гидроцели (средние) и соматоцели (задние). Обычно левые целомы опережают в развитии правые, что связано с их ведущей ролью в метаморфозе.
На этом завершается процесс гаструляции, в результате которого обособляются три зародышевых листка: эктодерма (личиночные покровы), энтодерма (кишка) и мезодерма (первичная и вторичная мезенхима, целом). Бластопор смещается на брюшную сторону и становится порошицей (анусом). На переднем конце, на брюшной стороне образуется впячивание эктодермы, так называемая ротовая бухта (стомодеум), которое сливается с кишкой и образует рот. Кишка расчленяется на три отдела: пищевод, расширенный желудок и тонкую кишку. Тело приобретает яйцевидную форму. Вокруг рта образуется околоротовая впадина, по краю которой формируется ресничный шнур, на остальной поверхности тела реснички исчезают. С помощью биений ресничек клеток ресничного шнура, личинка передвигается и подгоняет пищу ко рту. Эта общая для большинства иглокожих стадия билатерально-симметричной личинки получила название диплеврула.
В дальнейшем личинка приобретает приспособления к планктонному образу жизни, различные у разных классов, и становится плутеусом (морские ежи и офиуры), аурикулярией (голотурии) или бипиннарией, а позже — брахиолярией (морские звёзды). У видов с большим количеством желтка из яйца развиваются лецитотрофные (то есть питающиеся желтком) бочонковидные личинки долиолярии, опоясанные поперечными ресничными кольцами. Через некоторое время свободноплавающие билатерально-симметричные личинки приступают к метаморфозу, в результате которого трансформируются в радиально-симметричное взрослое животное. В теле личинки образуется зачаток будущего взрослого животного (имагинальный диск). На левой стороне личинки формируется оральная сторона животного, а на правой — аборальная. К концу метаморфоза происходит полная редукция личиночных органов.

### Бесполое размножение
Наряду с половым размножением у иглокожих существует в отдельных случаях и бесполое размножение, когда тело взрослого организма делится пополам или на несколько кусков. Каждая половина  восстанавливает утраченные части.
В известной связи с бесполым размножением стоит очень характерное для иглокожих способность восстановления утраченных отдельных органов или частей тела - регенерация. Очень часто при неблагоприятных условиях или при нападении врага иглокожие отбрасывают (автотомируют) лучи или части тела, выбрасывают внутренности, а иногда даже распадаются на куски. Скорость восстановления утраченных частей различна и очень зависит от температуры.
См. Бесполое размножение#Фрагментация (деление тела).

## Образ жизни
Обитают почти всегда на морском дне от литорали и практически до предельных глубин. На больших глубинах иглокожие, главным образом голотурии, — господствующая группа донных животных. Не переносят изменений солёности воды, так как не способны регулировать солевой состав жидкостей тела.  Многие иглокожие — детритофаги, есть полифаги (многие офиуры), хищники (большинство морских звёзд) и растительноядные (многие морские ежи). Многие иглокожие обладают способностью  к регенерации (восстановлению) частей тела. Например, из одного луча морской звезды может восстанавливаться целое животное.

## Происхождение и эволюция

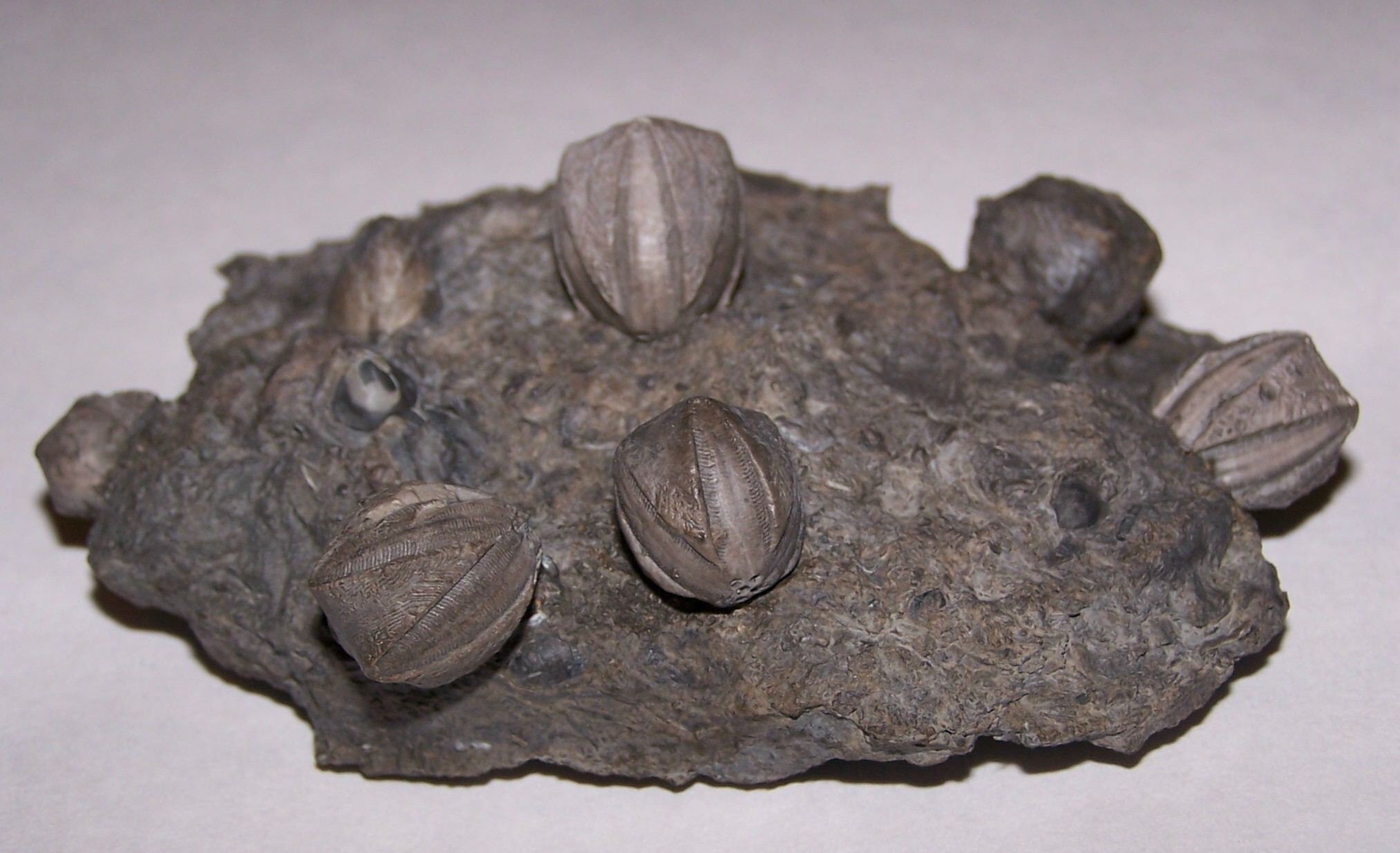
Морские бутоны

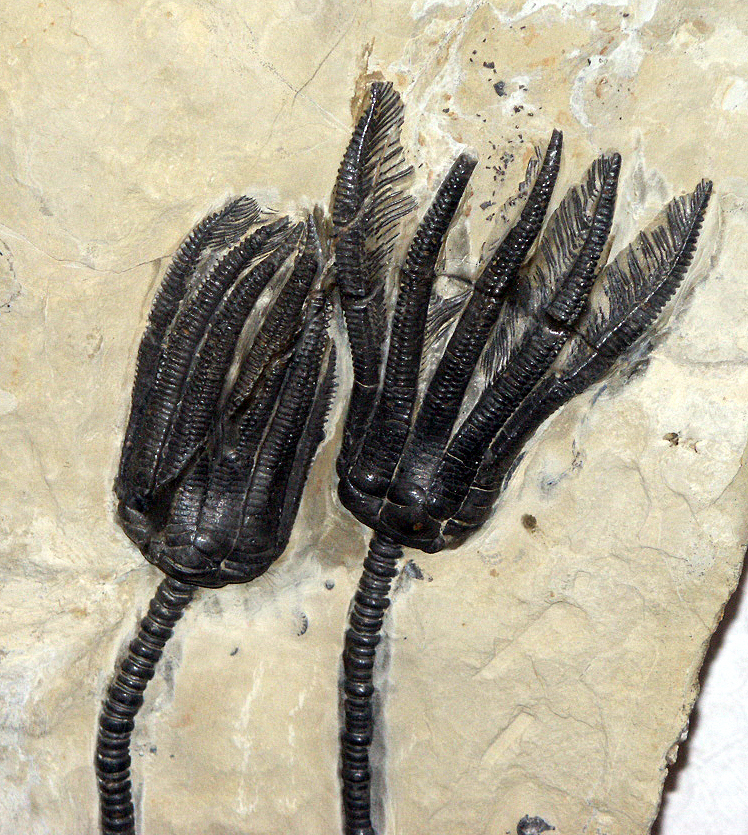
Ископаемые морские лилии

Благодаря минерализированному скелету иглокожие хорошо сохраняются в ископаемом состоянии (хотя и часто представлены лишь разрозненными скелетными элементами), а своеобразная структура этих элементов (стереом) даёт возможность легко их опознать. Древнейшие известные (на 2014 год) ископаемые остатки иглокожих относятся к третьему веку кембрия (около 515—520 млн лет назад), когда они примерно одновременно появляются в морях Лаврентии, Ангариды и Гондваны. Это представители геликоплакоидей, эдриоастероидей и эокриноидей. Гипотезы о принадлежности к иглокожим некоторых докембрийских организмов (например, Arkarua) не получили широкой поддержки. Представители пяти современных классов известны начиная с нижнего — среднего ордовика. Расцвет типа приходится на палеозой.
Ближайшие родственники иглокожих среди современных животных — полухордовые, образующие вместе с ними кладу Ambulacraria. Эта клада является сестринской группой хордовых. Время разделения полухордовых и иглокожих методом молекулярных часов оценивают примерно в 580—550 млн лет назад.
Общим предком всех вторичноротых было билатерально-симметричное свободноживущее животное с тремя парами целомических мешков. На это указывает наличие стадии развития, сходной у всех вторичноротых. Согласно некоторым предположениям, у иглокожих данной стадии соответствовала личинка диплеврула. Появление первых иглокожих связано с переходом этого гипотетического предка к сидячему образу жизни и приобретением им радиальной симметрии.
В пятом веке кембрия появились представители класса Carpoidea, просуществовавшего до нижнего девона. Вели сидячий образ жизни, но ещё не обладали радиальной симметрией. Тело было покрыто пластинками, рот и анус размещались на стороне, обращённой от субстрата. Внутренние органы располагались асимметрично. У представителей класса Cystoidea (шаровики) вокруг рта появились радиальные амбулакральные бороздки, предназначенные для собирания пищи из толщи воды. От шаровиков ведут начало остальные Pelmatozoa: класс Blastoidea (морские бутоны), современные морские лилии и класс Edrioasteroidea, в составе которого появились свободноживущие виды.
Первые Eleutherozoa, сочетающие особенности современных морских звёзд, офиур и морских ежей, относились к классу Ophiocistia. От них и произошли современные представители подтипа.
У всех иглокожих наблюдается инверсия первых трёх HOX-генов и их транслокация в конец HOX-кластера по сравнению с остальными вторичноротыми. Передние HOX-гены принимают участие в развитии головы (у позвоночных они экспрессируются в продолговатом мозге). У иглокожих нет ни головы, ни головного мозга. Характер причинно-следственной связи между инверсией/транслокацией этих генов у иглокожих и их переходом к лучевой симметрии в настоящее время является дискуссионным.
Кладограмма современных классов иглокожих по молекулярным данным согласно A. Reich с соавторы, 2015:

|  | Голотурии   |
|  |             |
|  | Морские ежи |
|  |             |

|  | Офиуры         |
|  |                |
|  | Морские звёзды |
|  |                |

|  | Голотурии   |
|  |             |
|  | Морские ежи |
|  |             |

|  | Офиуры         |
|  |                |
|  | Морские звёзды |
|  |                |

|  | Голотурии   |
|  |             |
|  | Морские ежи |
|  |             |

|  | Офиуры         |
|  |                |
|  | Морские звёзды |
|  |                |

|  | Голотурии   |
|  |             |
|  | Морские ежи |
|  |             |

|  | Офиуры         |
|  |                |
|  | Морские звёзды |
|  |                |

## Классификация
Тип Echinodermata — Иглокожие
- Подтип Pelmatozoa — Стебельчатые, или прикреплённые, или пельматозои
  - † Класс Carpoidea — Карпоидеи
  - † Класс Cystoidea — Шаровики, или морские пузыри, или цистоидеи
  - † Класс Blastoidea — Бластоидеи, или морские бутоны
  - Класс Crinoidea — Морские лилии
  - † Класс Edrioasteroidea — Эдриоастероидеи
- Подтип Eleutherozoa — Свободноподвижные, или элеутерозои
  - † Класс Ophiocistioidea
  - Класс Asteroidea — Морские звёзды
  - Класс Ophiuroidea — Офиуры, или змеехвостки
  - Класс Echinoidea — Морские ежи
  - Класс Holothuroidea — Голотурии
- † Подтип Blastozoa
  - † Класс Eocrinoidea
  - † Класс Parablastoidea
  - † Класс Rhombifera
  - † Класс Diploporita
  - † Класс Blastoidea
  - † Класс Paracrinoidea

## Охрана
16 видов иглокожих занесены в Красный список угрожаемых видов МСОП (The IUCN Red List of Threatened Species) как редкие и исчезающие, из них 9 видов — уязвимые и 7 — вымирающие. Все 16 являются голотуриями (морскими огурцами) из семейств Holothuriidae и Stichopodidae отряда Aspidochirotida.
 Actinopyga echinites
 Actinopyga mauritiana
 Actinopyga miliaris
 Apostichopus japonicus — Дальневосточный трепанг
 Apostichopus parvimensis
 Bohadschia maculisparsa
 Holothuria arenacava
 Holothuria fuscogilva
 Holothuria lessoni
 Holothuria nobilis
 Holothuria platei
 Holothuria scabra
 Holothuria whitmaei
 Isostichopus fuscus
 Stichopus herrmanni
 Thelenota ananas